# Як жаль!
«Як жаль!» (англ. Too Bad!) — науково-фантастичне оповідання американського письменника Айзека Азімова. Вперше надруковане у 1989 році, входить до збірки оповідань «Мрії робота» («Robot Visions») (1990).

## Сюжет
У робототехніка Грегорі Арнфелда неоперабельна стадія раку. Єдина надія на робота Майка, який змінюючи сталу Планка може зменшувати та збільшувати свої розміри. Майкове завдання: зменшитись, проникнути в тіло пацієнта та переміщуватись по судинах, вбиваючи ракові клітини. Після завершення завдання він повинен помірно збільшитись, щоб стати помітним для хірурга, який витягне його з організму хворого.
Єдиний невизначений наукою момент — це контрольоване збільшення, ймовірність якого зростає з часом перебування Майка у зменшеному стані, але Арнфелд йде на цей ризик. Після вдало проведеної операції він хоче побачити Майка, але дружина повідомляє йому, що це неможливо. Майк не підкорився наказу (порушив Другий закон робототехніки), оскільки він врахував ймовірність завдання шкоди людині (порушення Першого закону робототехніки), тому пожертвував собою, щоб уникнути цього.
Майк зменшився до квантових розмірів, вилетів з тіла на майже світловій швидкості і вибухнув далеко в космосі.